# ラ・アマポーラ
グアダループ・ラモナ・オリベイラ（Guadalupe Ramona Olvera、1976年9月9日 - ）は、メキシコ・メキシコシティ出身の女子プロレスラー。
リングネーム「ラ・アマポーラ（La Amapola）」または単に「アマポーラ」で知られる。「アマポーラ」はスペイン語でヒナゲシを意味する。CMLL所属。

## 来歴
1997年12月、CMLLでデビュー。しかし女子部が休止となったため大日本プロレスに参戦。
その後、藤田愛がメキシコでデビューした試合の対戦相手となった。
2002年1月、その藤田が所属していたアルシオンに「レディ・ペンタゴン」（女版「ペンタゴン・ブラック」）のリングネームで参戦。リングネームを変えた理由はアルシオン社長ロッシー小川によれば「アマポーラでは知名度がなく、刺客としてインパクトがなかったため」である。
2002年5月、有明コロシアム大会でBaby-Aとのマスカラ・コントラ・マスカラ（マスク剥ぎマッチ）に敗れマスクを奪われたが、まともに素顔を見せずタオルを被り控え室に逃げ、「マスクを取られたらギャラをアップして欲しい」と会社に要求したという。その後、残るシリーズもマスクを被った。
帰国後は女子部が再開されたCMLLで活動。2006年4月、アレナ・メヒコでダーク・エンジェルとのマスカラ・コントラ・カベジェラに敗れ、遂にマスクを脱いだ。
同年にはレッスルエキスポ2006に来日。トーナメントにエントリーするが、1回戦で田村欣子に敗れる。直前にはNEO女子プロレスにも参戦。
2007年11月16日、レディ・アパッチェが持つCMLL世界女子王座に挑戦し、王座奪取に成功。
2011年5月8日、REINA女子プロレス団体旗揚げに参戦。21度目の防衛に成功。
9月18日のREINA新木場大会で栗原あゆみ相手に24度目の防衛に成功。
10月28日、マルセラ相手に25度目の防衛に挑むが、敗れて約4年守り続けた王座から陥落。
2012年10月12日、アルシオン時代に行動を共にしたLeonからCMLL-REINAインターナショナル王座を奪取。
11月11日、REINAアリーナ大会でミア・イム相手に初防衛成功。
11月25日、Leonに敗れ王座陥落。
2013年3月15日、「オメナヘ・ア・ドス・レジェンダス」にてエストレジータとのカベジェラ・コントラ・カベジェラに敗れ丸坊主にされた。
2014年4月20日、朱里を破りCMLL-REINAインターナショナル王座返り咲き。
5月にベルトを持って来日し、成宮真希の挑戦を退け、さらに朱里とのリマッチも制して防衛。

## 獲得タイトル
- CMLL世界女子王座
- IWRGインターコンチネンタル女子王座
- 第2代・第7代CMLL-REINAインターナショナル王座

## 得意技
ムーンサルトプレス
パワーボム